# Parastasia sulcata
Parastasia sulcata är en skalbaggsart som beskrevs av Ohaus 1911. Parastasia sulcata ingår i släktet Parastasia och familjen Rutelidae. Inga underarter finns listade i Catalogue of Life.